# Kirche Radegast (Bleckede)

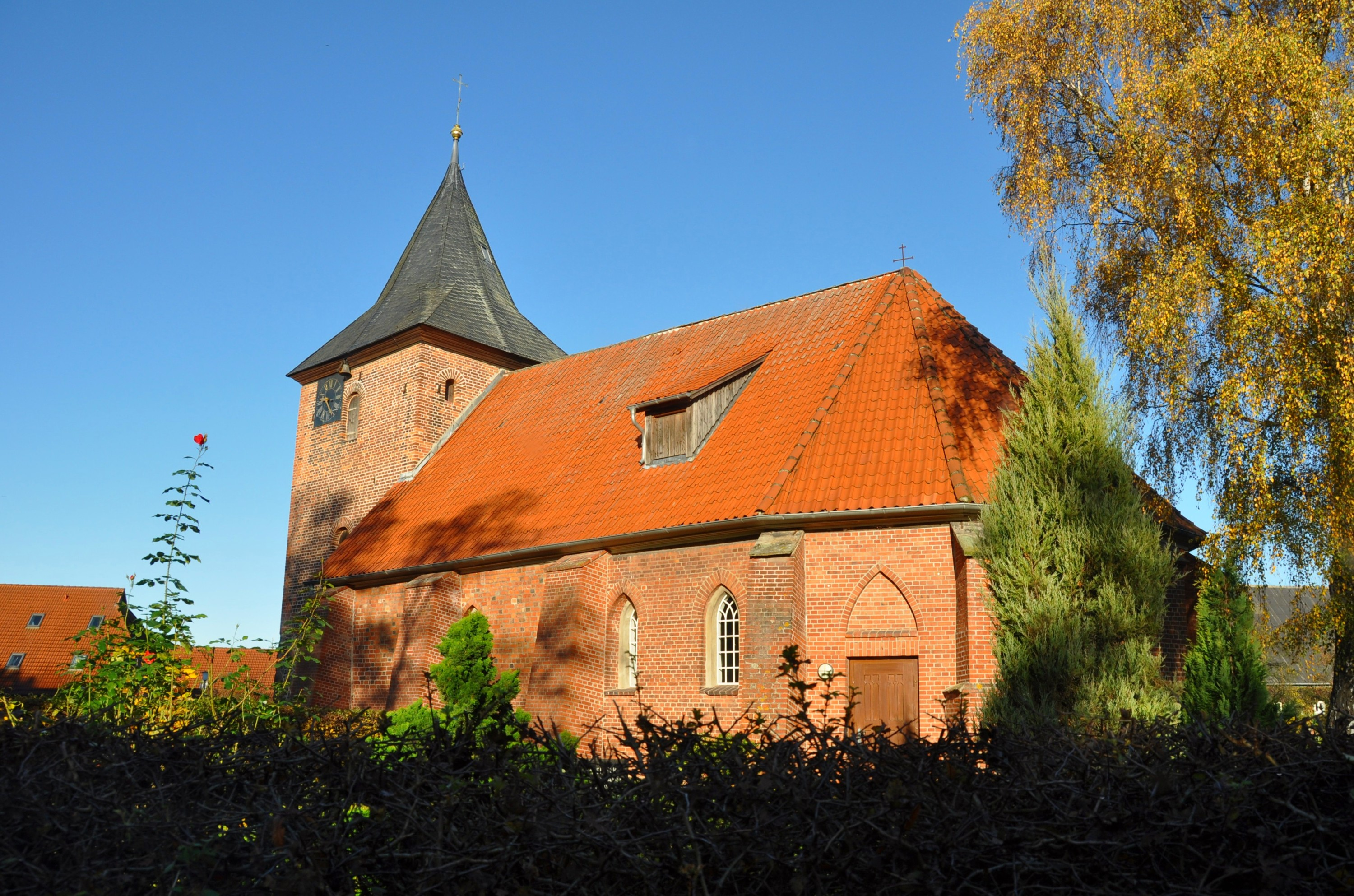
Kirche Radegast

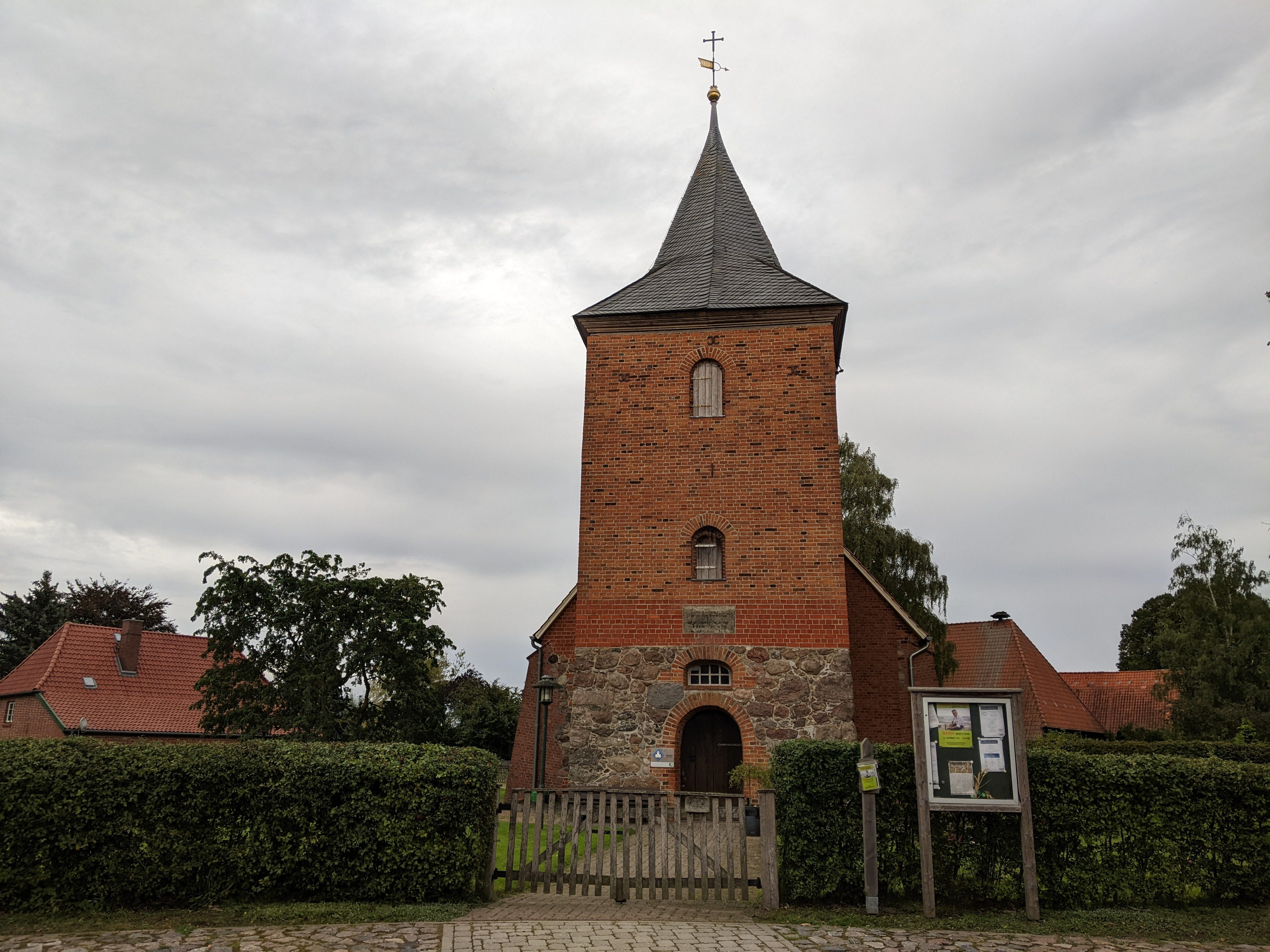
Kirche in Radegast Vorderansicht – Kirchfriedhof

Die evangelisch-lutherische denkmalgeschützte Kirche  Radegast steht am Kirchfriedhof von Radegast, einem Ortsteil der Stadt Bleckede im Landkreis Lüneburg in Niedersachsen. Die Kirchengemeinde gehört zum Kirchenkreis Lüneburg im Sprengel Lüneburg der Evangelisch-lutherischen Landeskirche Hannovers.

## Beschreibung
Die Saalkirche aus Backsteinen mit Strebepfeilern wurde um 1452 erbaut. Ihr Schutzpatron ist nicht mehr festzustellen. Der alte Kirchturm wurde 1752 abgebrochen und 1759/60 neu aufgebaut. Das Kirchenschiff aus drei Achsen ist mit einem Satteldach bedeckt, das auf jeder Seite eine Dachgaube hat. Der Abschluss im Osten ist polygonal. 1729 wurde die Sakristei angebaut.
Der Innenraum ist mit einem hölzernen Tonnengewölbe überspannt. Zur Kirchenausstattung gehören der Altar und die Kanzel von 1811. Die Orgel mit zehn Registern, verteilt auf zwei Manuale und ein Pedal, wurde 1848 von Philipp Furtwängler & Söhne gebaut und 1999 von der Alexander Schuke Potsdam Orgelbau restauriert.

## Literatur

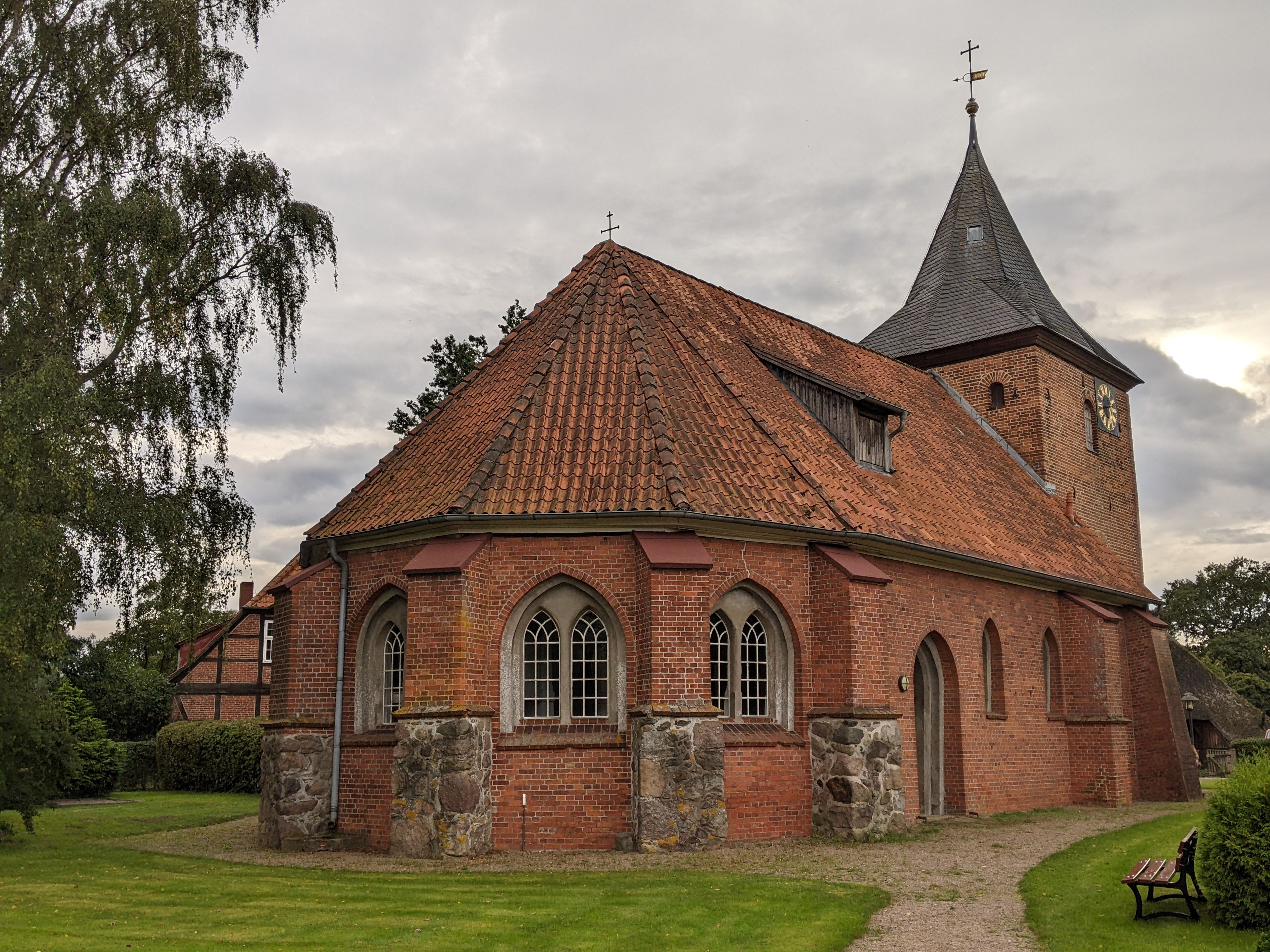
Kirche in Radegast Hinteransicht – Kirchfriedhof